# 마애불
마애석불(磨崖石佛; 문화어: 벼랑부처) 또는 마애불(磨崖佛)은 바위에 새긴 불상이다. 한국에서는 7세기 전반부터 백제에서 시작되었는데, 이는 백제의 외래문물에 대한 민감성을 보여준다.

## 한국의 마애석불

### 백제의 마애석불

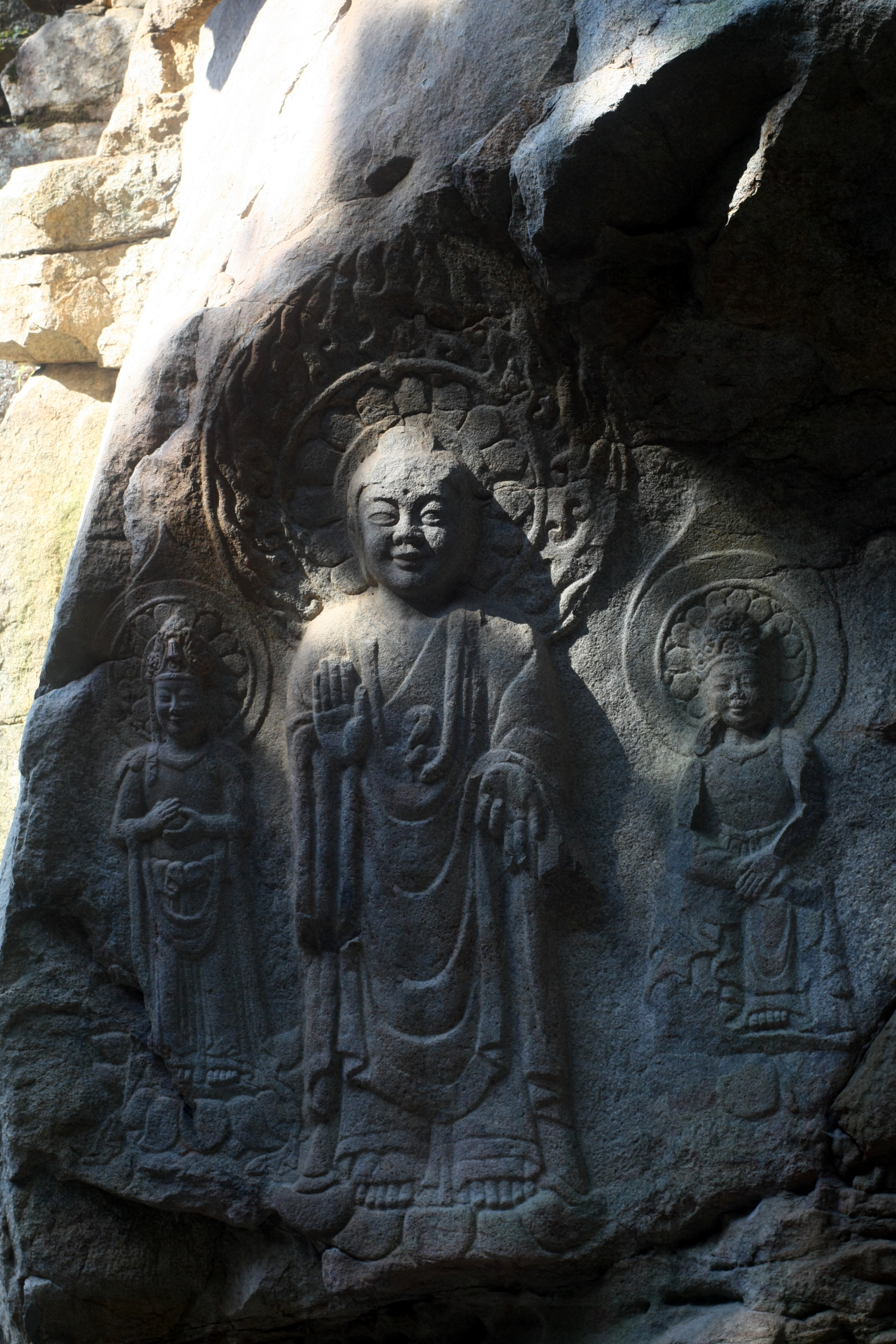
용현리의 마애석불 (국보 제84호)

현존하는 백제의 마애불로는 1958년에 발견된 충청남도 서산 용현리의 마애석불과 태안의 마애석불이 잘 알려져 있다.
용현리의 마애석불은 계류에 가까운 산등성이 화강암 벽에 새겨진 석가삼존이며, 본존과 관음보살은 입상이지만 미륵보살은 반가상으로 되어 있다. 본존은 높이 2.8m로 눈을 크게 뜨고 쾌활하게 웃는 모습이 인상적인데, 남조의 양식이 여실하지만 의습이 많이 형식화되고 어딘가 경화된 관음보살의 의습을 하고 있으며 그 연대는 백제말기로 추정된다.
태안의 마애석불은 바다에 면한 산 위의 큰 암벽에 새겨져 있는데, 용현리의 마애석불보다 한층 입체적으로 표현되어 있고 당당한 체구를 하고 있다.  좌우에 두 여래입상을 두고 중앙에 보살입상을 배치한 기이한 삼존불로 수, 당 초기의 불상과 통하는 점이 있고 역시 연대는 7세기 전반으로 추측된다.

### 고려의 마애석불
고려의 마애석불은 일반적으로 추상화된 모델링을 보이며 표정은 냉랭하고 기형적으로 거대화한 신체 세부를 통해 정신적인 위압감을 주는 것을 특색으로 한다.
대표적인 마애불로 북한산 구기리 승가사(僧迦寺)에 있는 석가여래좌상(釋迦如來坐像)을 들 수 있는데, 방형의 평평한 얼굴에 길게 옆으로 그어진 눈과 굳게 다문 입 등 강한 의지가 보이나 높은 불교 정신에 힘입어 만들었다기보다는 외구(外寇)의 침입에 대하여 국가의 위급을 구하려는 국민적인 소박한 신앙의 총화(總和)로 봄이 타당할 듯하다.
한편 경기도 광주군 동부면 교리에 있는 약사곡 마애약사여래좌상(藥師谷磨崖藥師如來坐像)은 오른쪽에 "太平二年丁卯"(태평 2년 정묘: 1022년, 고려 현종(顯宗) 13년)의 명기(銘記)가 있는 희유(稀有)한 마애불로서 전체의 인상에서 풍만한 신라 양식을 답습하고 있음이 드러나며, 앙복련판(仰伏蓮瓣)의 이색대좌에 부좌(趺座)하고 있는 불상이다.

## 같이 보기
- 마애삼존불상
- 마애불상군
- 서산 용현리 마애여래삼존상 (국보 제84호)
- 태안 마애삼존불 (국보 제307호)
- 경주 두대리 마애석불입상 (보물 제122호)
- 홍성 신경리 마애석불 (보물 제355호)

## 참고 문헌
- 이 문서에는 다음커뮤니케이션(현 카카오)에서 GFDL 또는 CC-SA 라이선스로 배포한 글로벌 세계대백과사전의 내용을 기초로 작성된 글이 포함되어 있습니다.